# Palanpur
Palanpur là một thành phố và khu đô thị của quận Banas Kantha thuộc bang Gujarat, Ấn Độ.

## Địa lý
Palanpur có vị trí 24°10′B 72°26′Đ / 24,17°B 72,43°Đ Nó có độ cao trung bình là 209 mét (685 feet).

## Nhân khẩu
Theo điều tra dân số năm 2001 của Ấn Độ, Palanpur có dân số 110.383 người. Phái nam chiếm 53% tổng số dân và phái nữ chiếm 47%. Palanpur có tỷ lệ 70% biết đọc biết viết, cao hơn tỷ lệ trung bình toàn quốc là 59,5%: tỷ lệ cho phái nam là 78%, và tỷ lệ cho phái nữ là 61%. Tại Palanpur, 13% dân số nhỏ hơn 6 tuổi.